# NGC 647
NGC 647 est une lointaine galaxie lenticulaire située dans la constellation de la Baleine. NGC 647 a été découverte par l'astronome américain Francis Leavenworth en 1886.

## Caractéristiques
Sa vitesse par rapport au fond diffus cosmologique est de 12 336 ± 20 km/s, ce qui correspond à une distance de Hubble de 182 ± 13 Mpc (∼594 millions d'al).
À ce jour, une mesure non basée sur le décalage vers le rouge (redshift) donne une distance d'environ 104,000 Mpc (∼339 millions d'al). Cette valeur est loin à l'extérieur des valeurs de la distance de Hubble.
Selon la base de données Simbad, NGC 647 est une galaxie LINER, c'est-à-dire une galaxie dont le noyau présente un spectre d'émission caractérisé par de larges raies d'atomes faiblement ionisés.